# Bonnie Tyler Live in Germany 1993
A Live in Germany 1993 Bonnie Tyler második koncertkiadványa és az első amely CD, DVD és CD+DVD kiadásban jelent meg és amely a kilencvenes években rögzített felvételeket tartalmaz. 2011-ben jelent meg. 2013. május 10-én újra megjelent, Bonnie Tyler: Live & Lost in France CD+DVD címmel.

## A kiadványról
2011. augusztus közepén kezdték el hirdetni, az internetes webáruházak Bonnie Tyler koncertfilmjét CD, DVD és CD+DVD formátumban, és szeptember 9-én jelent volna meg. A kiadó szerint, a művésznő 1993-ban rendezett, nagy németországi koncertkörútját mutatta volna be. Azonban a megadott időpontban nem került kiadásra a lemez, és csak napokkal később hozták nyilvánosságra az új kiadási időpontot, ami szeptember 28-ra esett. Időközben a CD és a DVD borítóját is megváltoztatták de a beígért megjelenés ismét elmaradt, mindenféle indoklás nélkül. Még két kudarcba fulladt megjelenés után, december 2-án a boltokba került a Live in Germany 1993 DVD változata, és csak néhány nappal később a CD és a CD+DVD. 
A lemezek azonban nem azt tartalmazták, amivel korábban a kiadó és a lemezboltok beharangozták. A németországi koncert turné helyett, amelyet 150 percnyi felvétellel hirdettek, csupán egy alig 45 perces TV felvétel került, amelyet Frankfurtban rögzítettek.

## A DVD-változat
A koncertfelvételt a frankfurti Old Schlachterhause-ban rögzítette a Das Erste Plus TV csatorna a Live aus der Schlachter - In Concert című műsorának keretein belül. A klubkoncertet a televízióban is közvetítették 1993-ban, majd 20 évvel később felkerült a youtube videómegosztóra is, így a szemfüles rajongók rögtön kiszúrták, hogy a felvételeket a Zyx music kicsit átszabta. Megváltoztatták a kép méretarányait, és levágtak a felvételek aljából és tetejéből, helyükre egy fekete sávot tettek. Bár a kép minősége fel lett javítva, a felvétel mégsem tökéletes. A koncertfilm tizedik, és egyben záró dala, a Lovers Again, ami a valóságban 4 és fél perc hosszúságú, itt csak alig 2 percben hallható, ugyanis a dal felénél véget ér a film. Éppen ezért, a CD változatra, csak 9 dal került fel.
A DVD-t 2012 tavaszán Dél-Afrikában is kiadták, megváltoztatott borítóképpel Live in Germany '93 címmel.

## Live & Lost in France
A Bonnie Tyler: Live & Lost in France CD+DVD kiadvány megjelenését először az amazon.de jelentette be, miután felkerült az online áruház kínálatába március közepén. Az akkori megjelenési időpont május 3. volt. Március utolsó hetében azonban a egy héttel későbbi időpontot adtak meg. A kiadó nyolcadik heti hírleveléből kiderült, hogy nem másról van szó, mint a 2011-ben megjelent Bonnie Tyler Live In Germany 1993 CD+DVD-kiadvány újrakiadásáról. Csupán a lemezborítót változtatták meg, a dalok összetétele megegyezik a két évvel ezelőtt kiadott kollekció dalaival. A kiadó a hírlevelében nem tüntette fel, hogy a megjelenés idejére bevezet-e reklámkampányt.

## Dalok
| #  | CD                         | DVD                        | Hossz | Dalszerző      |
| -- | -------------------------- | -------------------------- | ----- | -------------- |
| 1  | Hide Your Heart            | Hide Your Heart            | 4:45  | Desmond Child  |
| 2  | Race to the Fire           | Race to the Fire           | 4:20  | Dieter Bohlen  |
| 3  | To Love Somebody           | To Love Somebody           | 7:05  | Gibb Brothers  |
| 4  | Lost in France             | Lost in France             | 2:55  | Scott/Wolfe    |
| 5  | It’s a Heartache           | It’s a Heartache           | 1:45  | Scott/Wolfe    |
| 6  | Where Were You?            | Where Were You?            | 4:01  | Albert Hammond |
| 7  | Straight from the Heart    | Straight from the Heart    | 5:16  | Bryan Adams    |
| 8  | Total Eclipse of the Heart | Total Eclipse of the Heart | 6:32  | Jim Steinman   |
| 9  | Holding Out for a Hero     | Holding Out for a Hero     | 4:52  | Jim Steinman   |
| 10 |                            | Lovers Again (részlet)     | 2:10  | Desmond Child  |

## Toplista
A lemez az amazon.de weboldalán, a Top 100 Live album listán, a 45. legkeresettebb koncertalbum lett.